# Dohko de Libra
Dohko (童虎 Dōko?) es un personaje del manga y anime Saint Seiya conocido en español como Los Caballeros del Zodiaco. Fue el Santo Dorado de Libra hasta su muerte en el Muro de los Lamentos. Es el maestro de Shiryū y único caballero superviviente, junto a Shion de Aries, de la anterior Guerra Santa contra Hades.

## Biografía

### EnSaint Seiya

#### Antes de las 12 Casas
Dohko es presentado durante el Torneo Galáctico como un ermitaño que vive aislado en el Valle de Rozan en China acompañado solo por Shunrei, su hija adoptiva hasta la llegada del aspirante a Santo de bronce Shiryū, quien se vuelve su discípulo por cinco años hasta obtener la cloth del Dragón; sin embargo, no se revela su rango sino hasta mucho después cuando Máscara de Muerte de Cáncer intenta asesinarlo por no serle fiel al Santuario. Una vez que su estado de Santo de Oro es revelado, le dice a su discípulo que ahora deberá luchar contra el malvado Patriarca.

#### En las 12 Casas
Aquí interviene permitiendo a Shiryū utilizar la espada de Libra para que libere a Hyōga del Freezing Coffin donde lo había atrapado Camus en una pelea anterior. Posteriormente, cuando Shiryu utiliza El Último Dragón, llora al saber que su discípulo morirá haciendo esa técnica suicida.

#### En Asgard y Poseidón
Dohko es quien le dice a su discípulo Shiryu, que la única manera de derrotar a Hilda y sus Dioses Guerreros,  es conseguir los siete zafiros de Odín de las armaduras de los guerreros y con ellas convocar a la Espada Balmung, la única capaz de destruir el anillo de los Nibelungos que controlaba a la regente de Asgard.
También ayuda a su discípulo alentándolo para que no decaiga en su pelea contra Alberich de Megrez Delta, explicándole como protegerse de su Nature Unity. Posteriormente, durante el enfrentamiento de Shiryu contra Siegfried, al ver que este planea sacrificarse derrotando a su oponente con El Último Dragón, le insinúa pistas que ayudan al joven a deducir el punto débil del guerrero del norte y desarrollar así una estrategia que le permita sobrevivir y mostrar a Seiya, quien lo releva en el duelo, como derrotar a Siegfried.
En el manga, Dohko es quien les explica a los Santos de Bronce que la entrada al Santuario Submarino son las mismas aguas de la catarata de Rozan. Luego envía a Shaina para que lleve consigo las armas de libra y los Santos puedan destruir los pilares.
Dohko, al ser supervisor del sello de Athenea sobre Hades y sus 108 espectros, le ordenó a todos los santos dorados sobrevivientes que se quedaran en el santuario y que dejaran pelear a los santos de bronce contra Poseidón, ya que la verdadera guerra santa se acercaba (contra Hades) y los santos de oro se debían preparar para el verdadero peligro.

#### En Hades
El Santo de Libra tiene un papel muy importante, es el primero en enterarse de que el sello de Hades que prevalecía desde la anterior Guerra Santa ha desaparecido y pronto el alma del dios junto con las de sus 108 Espectros asolarán la Tierra.
Al saber esto se marcha al Santuario y se encuentra con que su amigo y excompañero Shion de Aries sirve a Hades con tal de revivir. Es allí cuando inician una batalla, la cual parece ganará Shion hasta que Dohko al fin rejuvenece.
En ese momento se da a conocer que después de la Guerra Santa anterior, Dohko recibió de Atenea el Misophetamenos, el cual le dio la capacidad de permanecer en un estado de reposo en el que su cuerpo envejecía solo un día por cada año que pasaba. Ahora con su juventud recuperada, Dohko mantiene un parejo combate con Shion hasta que sus ataques chocan y parecen haber muerto los dos.
Luego de que Atenea se suicida, se da a conocer que Shion y Dohko están vivos y ya el Santo de Libra está al tanto del complot de los supuestos Santos traidores. Es allí cuando se despide de Shion y se marcha para el Castillo de Hades. Cuando llega se encuentra con Shiryū, Hyōga y Shun, les explica sobre el Octavo Sentido y los cuatro se lanzan al pozo que comunica con el Inframundo.
Una vez en el Infierno, aparece en el Muro de los Lamentos para intentar destruirlo con sus armas y la ayuda de Mu, Aioria, Shaka y Milo. Pero los intentos de los Santos son en vano y Dohko debe sacrificarse junto a sus 11 compañeros para poder destruir el muro para que así los Santos de Bronce puedan pasar.

### EnEpisodio G
Aparte de ser mencionado por Aldebaran en la reunión dorada, Dohko hasta ahora ha tenido una mínima participación, en una visión del futuro donde se lo muestra junto a Shunrei y Shiryū en Rozan. Es protagonista, junto a Shion de Aries, de un gaiden en el cual se muestra el final de la Guerra Santa anterior.

### EnNext Dimension
En la adolescencia de Dohko entrenó para convertirse en Santo de Bronce junto con Shion de Aries y Suikyō. Honrado como Santo de Bronce es ascendido a la orden de los Santos de Oro, consiguiendo la armadura dorada de Libra ante la inminente amenaza de una nueva guerra contra Hades.
Uno de los soldados del Santuario les informa que Hades se encuentra en un sitio llamado los Campos Elíseos. Dohko se apresura ir allí, pero es detenido por Shion de Aries, quién dice que primero es necesario tener el permiso del Patriarca. Sin llegar a acuerdo alguno, los dos se enfrentan, pero al Shion darse cuenta de que están perdiendo el tiempo decide acompañar a Dohko.
Una vez ahí encuentran a un joven de nombre Alone, sentado sobre un hermoso campo de flores. El cosmos del joven los deja paralizados, hasta que este los ve y les habla. Cuando se descuida Shion intenta decapitarlo, pero es detenido por un joven de aspecto japonés llamado Tenma, quien ataca a ambos Santos de Oro con su Pegasus Ryū Sei Ken, la cual resulta inefectiva. Finalmente los jóvenes huye sin darse cuenta de que del caballo se cae un barril que contiene la Pandora Box de Pegaso.
Instantes después Tenma regresa por la caja, viste la cloth y atacando a Shion. Los Santos de Oro le explican a Tenma la labor de los Santos y su deber con Atenea, así que los tres se dirigen a buscar a Alone, pero llegan tarde. Pandora se había llevado al joven al Castillo de Hades. Al llegar cerca del castillo Tenma es atacados por un grupo de soldados Esqueletos de Hades a quienes Shion y Dohko vencen fácilmente.
Son interrumpidos por Vermeer de Grifo de la Estrella Celestial de la Nobleza, el cual ataca a los Santos los cuales no pueden hacer nada. En el instante en que Vermeer se disponía a utilizar el golpe final, es interrumpido por el Juez de la Garuda, Shion, Dohko y Tenma reconocen la voz de Suikyō, ahora convertido en Juez del Infierno. En el momento en que el Juez Infernal se disponía a asesinarlos, es llamado por Pandora junto a Vermeer, dejando el trabajo a unos esqueletos.
Pegaso, el caballo de Tenma llega y elimina a un Espectro Esqueleto, revelando que también traía a cuestas la Armadura de la Copa. Shion junto con Dohko sacan la Armadura, vierten un poco de agua y la beben, recuperando sus fuerzas. Cuando Tenma despierta, este queda sorprendido porque vio en el agua reflejada una figura extraña. Shion argumenta que observando el agua uno es capaz de observar su propio futuro, Dohko mira en el agua y ve a un viejo anciano y se queja. Posteriormente los tres deciden regresar al Santuario con tal de llegar con el Patriarca para informar sobre la situación, pero al llegar al Templo de Tauro son detenidos por Ox, Santo de Oro de Tauro, quien los amenaza de eliminar por haber actuado sin autorización de sus superiores.
Al lugar llega también Izō de Capricornio, quien corta el piso con un golpe de Excalibur haciendo que Shion, Dohko y Tenma caigan por un precipicio. Al levantarse, Shion les dice a los demás que deberán entrenar arduamente para poder convertirse en verdaderos Santos de Oro y así dejar un legado para el futuro, y para estar en condiciones óptimas con tal de enfrenar al ejército de Hades. Después de que Athena desciende al Santuario, Dohko se apresura en llegar al Templo de Libra con tal de defenderlo por primera vez.

### EnThe Lost Canvas
En busca de Hades, Dohko es atacado por un grupo de espectros liderados por el espectro de Cíclope cerca del pueblo de Tenma,  a quienes derrota fácilmente. Más adelante, se encuentra a Tenma y lo ve utilizar el cosmos al destruir una roca para desviar el agua que iba a inundar su hogar, sorprendido por su habilidad decide llevarlo al santuario para entrenarlo. Durante los siguientes dos años entrena a Tenma hasta que este se convierte en el Santo de Pegaso.
Poco después, junto con Shion y el Patriarca, acompañan a Sasha mientras recibe a los santos de plata de Flecha, Cerbero y Auriga, los cuales habían sido enviados a Italia en una misión de reconocimiento. Inesperadamente atacan a Sasha y dejan ver que realmente son espectros revividos por Hades, pero son eliminados al instante por la combinación de poderes de Shion y de Dohko. Sasha se lamenta ya que antes de que los santos de plata atacasen, sintió sus sentimientos; no deseaban matarla, si no luchar a su lado. Ambos santos de oro, sintiéndose culpables piden permiso al Patriarca y a la Diosa de ir al mismo lugar donde estos santos fueron vencidos. Junto un grupo de santos de plata y bronce, entre ellos Tenma de Pegaso, llegan al pueblo italiano al mismo tiempo que Hades despierta en Alone. Dohko encuentra a Hades justo cuando este acaba con Tenma e intenta atacarlo, su ataque es detenido por Kagaho de Bennu, al ver que es imposible vencer, Shion lo detiene y se retiran con solo dos bajas, el santo de Pegaso y el santo de Unicornio. Poco después, durante su regreso de supervisar las defensas del Santuario, Dohko conversa sobre el Albafika de Piscis, sus habilidades y planes para proteger el Santuario.
Más adelante, cuando invaden la Catedral de Hades, Dohko interviene en la pelea de Tenma contra el dios, siendo ambos fácilmente derrotados por su poderosa cosmoenergía. El caballero de Libra le pide a Pegaso y sus compañeros que abandonen el castillo mientras él enfrenta a Hades por su cuenta, terminando atravesado por su espada. Posteriormente reaparece en el volcán de Isla Kanon sanando sus heridas después de haber perdido la consciencia por más de un mes, siendo rescatado en última instancia por Kagaho de Bennu y tratado por Deuteros de Géminis. Desde allí, guiado por Géminis, se dirige al Santuario para recuperar la Armadura de Athena enfrentándose a los Espectros Gordon de Minotauro, Queen de Alraune y Sylphid de Basilisco, a quienes derrota tras sangrientas batallas. Al final del Santuario, bajo la estatua de Athena, lo espera Kagaho, quien le revela que debe extraer la sangre divina que corre por sus venas para revivir la Armadura de la diosa tal y como Hades lo desea.
Dohko es atacado por Kagaho con su Crucify Ankh, logrando que la sangre del caballero dorado salpique la estatua y activando así la aparición de la armadura, que en el último momento, es alcanzada por Libra antes de que el Espectro la obtenga. Abrumado por el cansancio y la fatiga, Dohko colapsa, aunque es protegido al igual que su cloth por la llegada inminente de Deuteros de Géminis quien se une a la batalla. Sin embargo, el secreto de la armadura de Athena es borrado de la memoria de Dohko por Deuteros, quien lo envía al Lost Canvas junto con la cloth por medio de la técnica Another Dimension de Deuteros.

### EnSaint Seiya Ω
En algún momento desconocido Dohko entrenó (tal vez cuando Shiryū estaba peleando con Seiya, Shun, Ikki, Hyoga y Saori en las batallas) a quien sería su último alumno y el nuevo Santo de Libra, Genbu pero a diferencia de Shiryū no fue un buen discípulo al no tener el respeto debido hacia el entrenamiento y las dudas sobre vestir la Cloth de Libra.

### En las películas
Tiene una mínima aparición en la tercera película,. Luego aparecería en la quinta película, con su alma sellada en roca junto a la de sus compañeros dorados. Junto a Shion de Aries reta a los Dioses a que intenten detener a los humanos, ya que ellos aún después de muertos nunca se rendirán.

## Cloth
- Nunchaku (Twin Rod)
- Sansetsukon (Triple Rod)
- Tonfa
- Espadas (Sword)
- Tridentes (Spear)
- Escudos (Shield)

La cloth tiene la forma de una balanza antigua. El casco, torso y extremidades del ropaje componen el pilar central, las armas forman los brazos, platos y el contenido. 
Al ser el Santo de Libra, también es el responsable de las doce Armas de los Santos de Oro. Su armadura dorada es diferente a todas las demás, fue creada no sólo para proteger al que la llevase, es la única que dispone de seis pares de armas, cada una para uno de los Santos Dorados cuyo poder se dice podría destruir una estrella. 
Atenea, al odiar el combate y las armas, prohibió a sus Santos usarlas en batalla, sin embargo desde la época mitológica el puesto de santo de libra, por ser la representación de los atributos de la justicia y el balance, es dado al caballero más sabio y si este considera necesario el uso de armas, podía repartir los seis juegos que posee entre los doce santos dorados sin que se considere desobedecer a Atenea.

## Técnicas especiales
Las técnicas que emplea el santo dorado son:
1. Rozan Shō Ryū Ha (廬山昇龍覇?  Dragón Ascendente de Rozan): la técnica inicial de Dohko, donde concentra todo el poder en su puño derecho, capaz de revertir el flujo de una cascada si se desea.
2. Rozan Hyaku Ryū Ha (廬山百龍覇?  Cien Dragones de Rozan): la técnica suprema de Dohko, con ella puede liberar el poder de 100 dragones. Dohko con su máximo poder lleva las manos al frente liberando una poderosa horda de dragones cósmicos que destruyen todo lo que hay a su paso.
3. Rozan Ryū Hi Shō (廬山龍飛翔?  Dragón Volador de Rozan): variación del Dragón Naciente, pero más potente que esta, donde lanza un dragón que se eleva, de ahí su nombre (en Lost Canvas, Dohko forma un dragón volador con la lanza de la armadura de libra, de esta forma el Dragón obtiene el color dorado de la armadura).

### Misopethamenos
Sólo Dohko recibió de la anterior Atenea esta poderosa técnica (en griego significa "Medio muerto"), o también llamada técnica de los Dioses "Muerte aparente", regalo de Athena después de su última batalla con Hades hace 243 años, de la cual solo Dohko y Shion de Aries (El patriarca) fueron sobrevivientes. Al obtener Dohko esa habilidad, su corazón late sólo 100.000 veces al año (en un hombre ordinario late 100.000 veces al día) permitiendo envejecer más lentamente a razón de 1 día por año. Dohko se mantiene en forma de anciano ya que así puede simular un envejecimiento normal; sin embargo, su cuerpo original es el de un joven de 18 años ya que desde el punto de vista de su metabolismo ha pasado menos de un año desde la última guerra santa.